# Galantyna

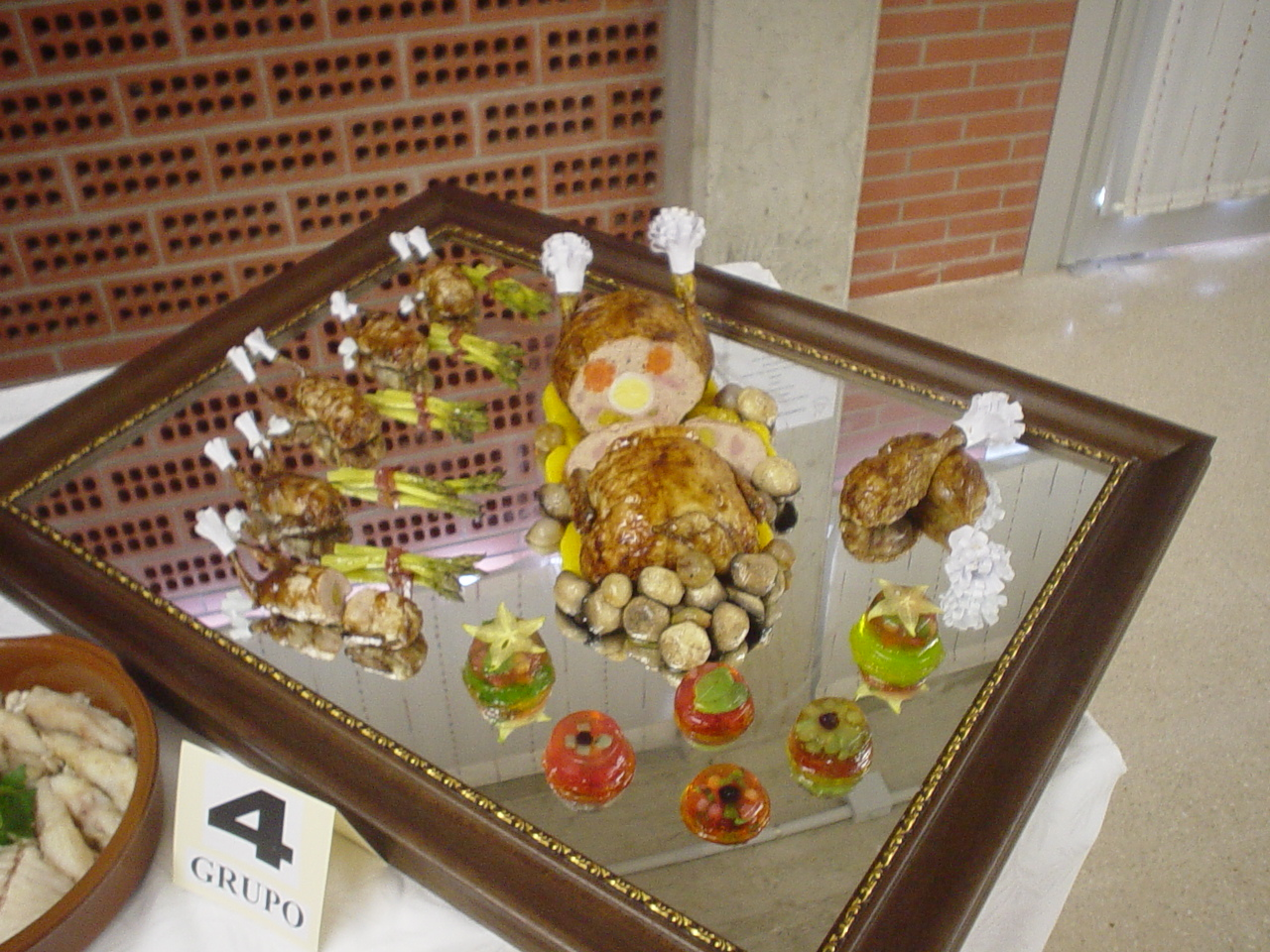
Galantyna z kaczki

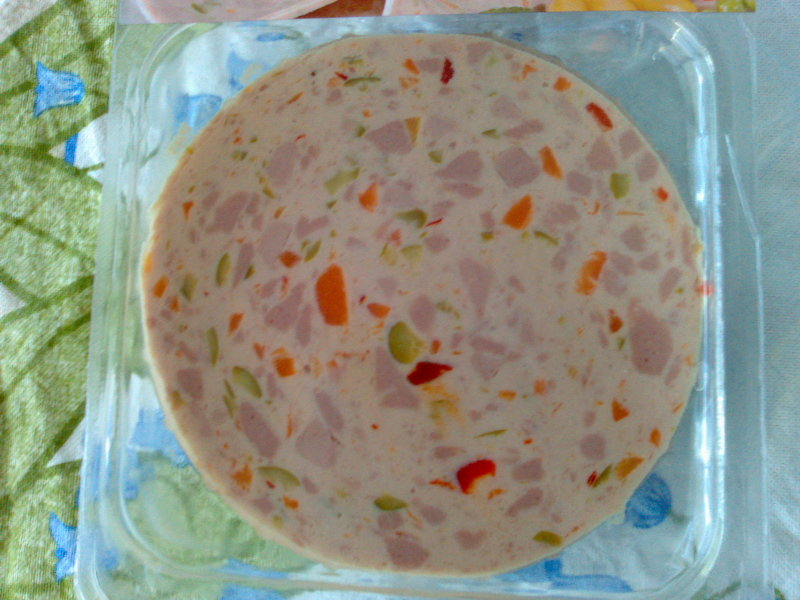
Galantyna jarzynowa

Galantyna (z franc. Galantines) - danie z kawałków gotowanego mięsa bez kości z jarzynami, podawane w galarecie na zimno, jako samodzielne danie lub przekąska. Ponieważ przygotowanie farszu jest czasochłonne, galantyna uważana jest za raczej wyszukane danie. 
Jako nadzienie wykorzystuje się różne gatunki mięs (m.in. drób, dziczyznę, ryby), włoszczyznę, pieczarki, boczek.
Galantyna może być uformowana w kształcie walca. Osiąga się to poprzez zawinięcie nadzienia w płótno i ugotowanie w bulionie.
W Średniowieczu określenie galantyna odnosiło się do sosów przyrządzanych na bazie sproszkowanego kłącza galangal z dodatkiem tartej bułki oraz innymi przyprawami (m.in. cynamonem), doprawiane solą i pieprzem do smaku. Sosy takie były gęste (głównie ze względu na dodatek tartej bułki oraz odcedzenie nadmiaru płynów). W zależności od przepisu sos mógł być gotowany, duszony lub podawany na surowo. Stanowił dodatek do ryb, gęsi, dziczyzny. 